# Yoyes
Dolores González Catarain (em basco: Dolores Gonzales Katarain), conhecida pelo codinome 'Yoyes', foi uma dirigente da organização terrorista basca Euskadi Ta Askatasuna (ETA), nasceu em Ordizia (Guipúzcoa, País Basco, Espanha) em 14 de maio de 1954 e foi assassinada pela própria ETA na mesma localidade em 10 de setembro de 1986. É famosa por ter sido a primeira mulher a dirigir a ETA e por ter sido morta pelas mãos da mesma organização, depois de ser acusada de traição.

## Incorporação à ETA
Ingressou à ETA em princípios da década de 1970 e teve um relacionamento com Joxe Etxeberría, Beltza, outro membro da ETA, que faleceu em Getxo, depois que a bomba que carregava explodiu.
Yoyes era encarregada de dirigir um comando de membros não fichados formado por mulheres e planejou dinamitar um ônibus em que viajavam membros da Guarda Civil Espanhola. Em 1978 formava parte do Comitê Executivo do braço militar da organização. Um ano mais tarde, a polícia francesa a deteve, confinando-a em uma prisão no sudeste da França.

## Exílio no México e o abandono da organização
Depois do assassinato em 1978 do dirigente da organização José Miguel Beñarán Ordeña, Argala, pelas mãos do grupo paramilitar de extrema direita Batallón Vasco Español, foi se afastando paulatinamente da mesma, descontente com a chamada "linha dura" da organização, que ia se impondo. Em 1980 saiu da ETA e se exilou no México, onde estudou Sociologia e Filosofia, trabalhando para as Nações Unidas. Em 1984, viajou a Paris onde obteve o estatuto de refugiada política.
Em agosto de 1985, ao não haver nenhuma causa judicial aberta contra ela e ao teor dos dispostos pela "Lee de Anistía" de 1977, graças a ajuda de um amigo no Ministério de Economia, entrou em contato com o dirigente socialista, e diretor da Seguridade do Estado Espanhol, Julián Sancristobal e decidiu regressar ao País Basco acertando também seu regresso com o dirigente etarra Txomin Iturbe com a condição de que se fizesse discretamente para que não sua volta não fosse utilizada com fins propagandísticos.
A reinserção de Yoyes, que durante anos havia sido a militante mais procurada não podia deixar de ser utilizada nem de ter repercussão midiática; o governo espanhol apresentou este feito como uma acolhida às medidas de reinserção que até então vigoravam e o semanário espanhol Cambio 16 publicou uma ampla reportagem com o título "El regreso de la etarra" (O regresso da Etarra) e a fotografia de Yoyes em sua capa, considerado como o estopim de sua condenação à morte. 
No dia 17 de outubro terminaram as negociações para seu regresso, e finalmente, no dia 11 de novembro de 1985, Yoyes chegou à Espanha com seu marido e seu filho, se instalando em San Sebastián. Pouco tempo depois escreve em seu diário: 
| “ | Muitos são culpados por esta injustiça! Há outros que não, mas são impotentes ante ela. Há também muito silêncio cumplice. Muito medo nas pessoas ante tudo, ante sua própria liberdade… Quanta merda! (…) O mito da ETA, a hidra sangrenta que nos atazana: Neste mito, a pessoa de carne e osso que é um substrato, não existe mais que como tal substrato, não é humana. | ” |

Não foi esclarecido a razão que fez com que Yoyes regressasse, consciente sem dúvida do perigo que corria, ela mesma havia manifestado:
| “ | Eu vou a morrer e é melhor uma morte rápida, ainda que seja violenta, mas não posso morrer agora. | ” |

Yoyes não realizou declarações públicas quando regressou, tentando passar "despercebida".

## Assassinato
Quando regressou à Espanha, o grupo terrorista realizou uma consulta urgente para decidir o que fariam com ela. Seu contato na organização, “Txomín”, líder com quem Yoyes havia se contactado para realizar seu regresso, havia sido deportado pela França para a Argélia, não podendo interceder por ela. A cúpula etarra se reuniu de novo para tomar medidas frente à antiga dirigente, incomodados pelas críticas duríssimas que esta seguia fazendo. Nesta reunião, Iñaki de Juana Chaos, então un dos que possuíam mais poder de influência na cúpula etarra, afirmou que não tinha nenhuma dúvida, que se a encontrasse, a matava. 
Já existiam outros precedentes, como o assassinato de Pertur e o mais próximo de 1984, quando ETA acabou com outro "arrependido", Miguel Francisco Solaun, que foi considerado o cérebro da fuga de presos da organização da cadeia de Basauri em 1968 e que posteriormente se negou a realizar um atentado contra habitações da Guarda Civil Espanhola.
Acusando Yoyes de traição, Francisco Mujika Garmendia, "Pakito", originário como Yoyes da localidade de Ordizia, ordenou sua morte. Yoyes foi assassinada a tiros por Antonio López Ruiz, Kubati, enquanto passeava durante as festas de sua cidade natal com seu filho de três anos.
A prefeitura municipal da cidade decidiu suspender as festas como sinal de repulsa a um atentado "fascista e totalitário", sem que o irmão de Yoyes, vereador do município pelo partido Herri Batasuna, condenasse o assassinato de sua própria irmã. Por sua parte, dirigentes próximos ao entorno da ETA justificaram seu assassinato.
Kubati foi detido em novembro de 1987, quando realizava uma ligação telefônica desde uma cabine em Tolosa, em uma operação em que a Guarda Civil Espanhola denominou com o nome do filho de Yoyes. Hoje em dia (2008), Kubati permanece na prisão.

## Yoyes na atualidade
Na atualidade Yoyes continua sendo um ícone midiático. Sua morte é considerada um ponto de inflexição na sociedade vasca e na ETA, no momento em que os diversos setores da organização estavam revisando o futuro de sua atividade, conseguindo a ETA acabar com as reinserções.
Yoyes tem sido definida como uma mulher "muito admirada" e "comprometida, com clarividência política" e também por "sua condição de mulher" em uma organização liderada majoritariamente por homens.

## Filmografia
- Documentário "Yoyes" do programa "Documentos TV" da TVE.[12]

- No filme biográfico Yoyes dirigido em sua "obra prima" pela diretora navarra Helena Taberna em 1999.[13] Ana Torrent interpreta o papel de Dolores González [14] e se sugere que eram os serviços secretos espanhóis que realmente estavam por trás das reportagens e notícias e que tinham como objetivo criar tensões e debilitar o mundo da ETA, ainda que à custa da morte da própria "Yoyes".